# Olympische Geschichte Kiribatis
| Gelbes Symbol für Goldmedaillen mit stilisierten Olympischen Ringen | Graues Symbol für Silbermedaillen mit stilisierten Olympischen Ringen | Braundes Symbol für Bronzemedaillen mit stilisierten Olympischen Ringen |
| ------------------------------------------------------------------- | --------------------------------------------------------------------- | ----------------------------------------------------------------------- |
| —                                                                   | —                                                                     | —                                                                       |

Kiribati, dessen NOK, die Kiribati National Olympic Committee, 2002 gegründet wurde, nimmt seit 2004 an Olympischen Sommerspielen teil. Bei Winterspielen nahm bislang kein Athlet der Pazifikinsel teil. Jugendliche Athleten wurden zu beiden bislang ausgetragenen Jugend-Sommerspielen geschickt.
Medaillen konnten Sportler und Sportlerinnen Kiribatis nicht gewinnen.

## Allgemeine Übersicht

### Olympische Spiele
Die Olympiamannschaften Kiribatis bestanden bislang ausschließlich aus Leichtathleten und Gewichthebern. Die Sprinterin Kaitinano Mwenweata war am 20. August 2004 die erste Sportlerin der Pazifikinsel bei Olympischen Spielen. Die ersten Männer folgten einen Tag später mit dem Sprinter Kakianako Nariki und dem Gewichtheber Meamea Thomas. 

### Olympische Jugendspiele
Mit vier Jugendlichen nahm Kiribati an den Jugend-Sommerspielen 2010 in Singapur teil. Zwei Jungen und zwei Mädchen traten in den Sportarten Leichtathletik, Taekwondo und Gewichtheben an.
2014 in Nanjing nahmen drei jugendliche Athleten, zwei Jungen und ein Mädchen, teil. Sie traten in der Leichtathletik und im Gewichtheben an. 

## Übersicht der Teilnahmen

### Sommerspiele
| Jahr      | Athleten           | Athleten           | Athleten           | Sportarten         | Sportarten         | Sportarten         | Medaillen          | Medaillen          | Medaillen          | Medaillen          | Rang               |
| Jahr      | Gesamt             |                    |                    |                    |                    |                    |                    |                    |                    | Medaillen – Gesamt | Rang               |
| --------- | ------------------ | ------------------ | ------------------ | ------------------ | ------------------ | ------------------ | ------------------ | ------------------ | ------------------ | ------------------ | ------------------ |
| 1896–1900 | nicht teilgenommen | nicht teilgenommen | nicht teilgenommen | nicht teilgenommen | nicht teilgenommen | nicht teilgenommen | nicht teilgenommen | nicht teilgenommen | nicht teilgenommen | nicht teilgenommen | nicht teilgenommen |
| 2004      | 3                  | 2                  | 1                  | 1                  |                    | 2                  |                    |                    |                    |                    |                    |
| 2008      | 2                  | 2                  | 0                  | 1                  |                    | 1                  |                    |                    |                    |                    |                    |
| 2012      | 3                  | 2                  | 1                  | 1                  |                    | 2                  |                    |                    |                    |                    |                    |
| 2016      | 3                  | 2                  | 1                  | 1                  |                    | 2                  |                    |                    |                    |                    |                    |
| 2020      | 3                  | 2                  | 1                  | 1                  | 1                  | 1                  |                    |                    |                    |                    |                    |
| 2024      | 3                  | 2                  | 1                  | 1                  | 1                  | 1                  |                    |                    |                    |                    |                    |
| Gesamt    | Gesamt             | Gesamt             | Gesamt             | Gesamt             | Gesamt             | Gesamt             | 0                  | 0                  | 0                  | 0                  |                    |

### Winterspiele
| Jahr      | Athleten           | Athleten           | Athleten           | Flaggenträger      | Sportarten         | Medaillen          | Medaillen          | Medaillen          | Medaillen          | Medaillen          |
| Jahr      | Gesamt             |                    |                    | Flaggenträger      | Sportarten         |                    |                    |                    | Medaillen – Gesamt | Rang               |
| --------- | ------------------ | ------------------ | ------------------ | ------------------ | ------------------ | ------------------ | ------------------ | ------------------ | ------------------ | ------------------ |
| 1924–2022 | nicht teilgenommen | nicht teilgenommen | nicht teilgenommen | nicht teilgenommen | nicht teilgenommen | nicht teilgenommen | nicht teilgenommen | nicht teilgenommen | nicht teilgenommen | nicht teilgenommen |
| Gesamt    | Gesamt             | Gesamt             | Gesamt             | Gesamt             | Gesamt             | 0                  | 0                  | 0                  | 0                  | -                  |

### Jugend-Sommerspiele
| Jahr   | Athleten | Athleten | Athleten | Sportarten | Sportarten | Sportarten | Sportarten | Medaillen | Medaillen | Medaillen | Medaillen          | Rang |
| Jahr   | Gesamt   |          |          |            |            |            |            |           |           |           | Medaillen – Gesamt | Rang |
| ------ | -------- | -------- | -------- | ---------- | ---------- | ---------- | ---------- | --------- | --------- | --------- | ------------------ | ---- |
| 2010   | 4        | 2        | 2        | 1          | 2          |            | 1          |           |           |           |                    |      |
| 2014   | 3        | 2        | 1        | 1          | 2          |            |            |           |           |           |                    |      |
| 2018   | 2        | 1        | 1        |            | 1          | 1          |            |           |           |           |                    |      |
| Gesamt | Gesamt   | Gesamt   | Gesamt   | Gesamt     | Gesamt     | Gesamt     | Gesamt     | 0         | 0         | 0         | 0                  |      |

### Jugend-Winterspiele
| Jahr      | Athleten           | Athleten           | Athleten           | Flaggenträger      | Sportarten         | Medaillen          | Medaillen          | Medaillen          | Medaillen          | Medaillen          |
| Jahr      | Gesamt             | m                  | w                  | Flaggenträger      | Sportarten         |                    |                    |                    | Gesamt             | Rang               |
| --------- | ------------------ | ------------------ | ------------------ | ------------------ | ------------------ | ------------------ | ------------------ | ------------------ | ------------------ | ------------------ |
| 2012–2024 | nicht teilgenommen | nicht teilgenommen | nicht teilgenommen | nicht teilgenommen | nicht teilgenommen | nicht teilgenommen | nicht teilgenommen | nicht teilgenommen | nicht teilgenommen | nicht teilgenommen |
| Gesamt    | Gesamt             | Gesamt             | Gesamt             | Gesamt             | Gesamt             | 0                  | 0                  | 0                  | 0                  | -                  |

## Medaillengewinner

### Goldmedaillen
Bislang (Stand 2024) keine Goldmedaille

### Silbermedaillen
Bislang (Stand 2024) keine Silbermedaille

### Bronzemedaillen
Bislang (Stand 2024) keine Bronzemedaille